# Mischer (Kryptologie)

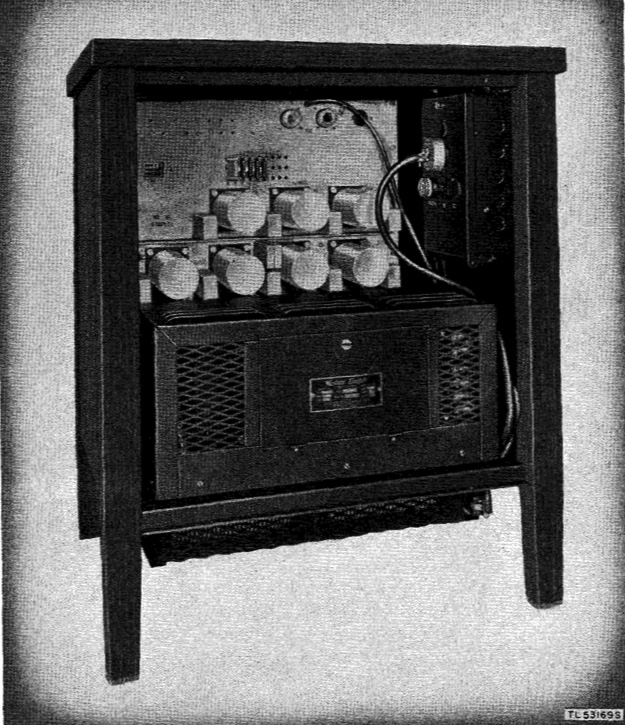
Mischer vom Typ 131B2, wie er in den Vereinigten Staaten während des Zweiten Weltkriegs zur Verschlüsselung des militärischen Fernschreibverkehrs benutzt wurde.

Unter einem Mischer (englisch mixer) versteht man in der Kryptologie eine Vorrichtung zur Verschlüsselung von Klartext und/oder Entschlüsselung von Geheimtext.

## Ver- und entschlüsseln
Eine wichtige Anwendung finden Mischer im Zusammenhang mit dem kryptographisch sicheren Einmalschlüssel-Verfahren (englisch One-Time Pad, kurz: OTP). Im einfachsten Fall verknüpfen sie zwei Eingangsdatenströme, nämlich den Klartext und den Schlüssel, zu einem Ausgangsdatenstrom, also den Geheimtext, mithilfe der Exklusiv-Oder-Verknüpfung (XOR).
Eine der ersten kryptographischen Maschinen, die dies nutzten, waren noch während des Zweiten Weltkriegs die britische 5-UCO und der deutsche Schlüsselfernschreiber T43.

## Schlüsselerzeugung
Mischer können auch dazu verwendet werden, um „Zufallsschlüssel“, wie sie beispielsweise für das OTP benötigt werden, noch unvorhersagbarer zu machen und auf diese Weise die Qualität des Schlüssels und der damit durchgeführten Verschlüsselung gegen unbefugte Entzifferung („Brechen“) weiter zu steigern. Falls nämlich der Schlüssel mithilfe eines Pseudozufallszahlengenerators erzeugt wurde, wie er von vielen Programmiersprachen in mehr oder weniger guter Qualität angeboten wird (siehe auch: /dev/random), dann ist er möglicherweise nicht wirklich zufällig.
Durch Mischen zweier oder mehrerer Pseudozufallsfolgen kann jedoch die Unvorhersagbarkeit des Schlüssels wesentlich gesteigert werden, wie der amerikanische Mathematiker und Informatiker George Marsaglia nachwies (siehe auch: Diehard – eine Testbatterie zur Prüfung der Zufälligkeit).